# Trenico
Il Trenico è un torrente campano, affluente di sinistra del fiume Calore Lucano, situato nell'entroterra del Cilento, quasi interamente nel comuni di Campora e Stio. Il torrente è inserito nel contesto del Parco nazionale del Cilento, Vallo di Diano e Alburni.

## Geografia
Il fiume sorge in località Aquaro, presso le pendici del Monte Monaco e non lontano dall'area forestale di Pruno, nel comune di Campora. Nel detto comune scorre per la sua totalità, rappresentandone il confine occidentale. Dopo pochi chilometri passa il confine camporese con Moio della Civitella, non lontano dalla Diga del Carmine; e successivamente il confine con Gioi, attraversando la Strada Provinciale 142. Dopo il quarto chilometro e fino alla foce, il fiume fa da confine comunale fra Campora e Stio, e viene attraversato da un ponte sulla strada provinciale che collega i due paesi. A 300 metri a nord di tale ponte, il torrente Torno, suo affluente maggiore, confluisce in esso. Nel tratto finale, il Trenico attraversa la Strada Statale 488 ed entra nella Valle del Calore, sfociando nel Calore Lucano in un punto di confine tripartito fra Laurino, Campora e Stio. Non lontano dalla foce, e lungo il Calore, sorge il ponte medievale di Magliano Nuovo, frazione di Magliano Vetere.